# اریک بریستروم
اریک بریستروم (انگلیسی: Erik Bergström; ۶ ژانویهٔ ۱۸۸۶ – ۳۰ ژانویهٔ ۱۹۶۶) بازیکن فوتبال اهل سوئد بود.